# Beacon (New York)
Beacon is een city in Dutchess County, New York, Verenigde Staten. Volgens de census van 2000, heeft de plaats 13808 inwoners en 5091 huishoudens.

## Bekende inwoners
- William Few, een van de Founding Fathers
- James Forrestal (1892–1949), politicus
- Helen Hayes (1900-1993), actrice
- Robert Montgomery (1904-1981), acteur en filmregisseur
- Clifford Shull (1915-2001), won in 1994 de Nobelprijs voor de Natuurkunde
- Pete Seeger (1919-2014), zanger

## Externe link

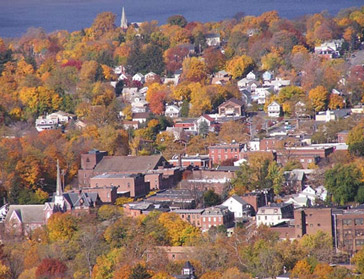
Beacon